# Jocotán
Jocotán è un comune del Guatemala facente parte del dipartimento di Chiquimula.